# Чарлстон-Парк (Флорида)
Чарлстон-Парк (англ. Charleston Park) — статистически обособленная местность, расположенная в округе Ли (штат Флорида, США) с населением в 411 человек по статистическим данным переписи 2000 года.

## География
По данным Бюро переписи населения США, статистически обособленная местность Чарлстон-Парк имеет общую площадь в 0,26 квадратных километров, водных ресурсов в черте населённого пункта не имеется.
Статистически обособленная местность Чарлстон-Парк расположена на высоте 4 м над уровнем моря.

## Демография
По данным переписи населения 2000 года, в Чарлстон-Парк проживало 411 человек, 85 семей, насчитывалось 112 домашних хозяйств и 117 жилых домов. Средняя плотность населения составляла около 1580,77 человек на один квадратный километр. Расовый состав населённого пункта распределился следующим образом: 8,03 % белых, 83,70 % — чёрных или афроамериканцев, 1,95 % — представителей смешанных рас, 6,33 % — других народностей. Испаноговорящие составили 11,92 % от всех жителей статистически обособленной местности.
Из 112 домашних хозяйств в 51,8 % воспитывали детей в возрасте до 18 лет, 38,4 % представляли собой совместно проживающие супружеские пары, в 26,8 % семей женщины проживали без мужей, 24,1 % не имели семей. 18,8 % от общего числа семей на момент переписи жили самостоятельно, при этом 9,8 % составили одинокие пожилые люди в возрасте 65 лет и старше. Средний размер домашнего хозяйства составил 3,67 человек, а средний размер семьи — 4,19 человек.
Население статистически обособленной местности по возрастному диапазону по данным переписи 2000 года распределилось следующим образом: 44,5 % — жители младше 18 лет, 10,7 % — между 18 и 24 годами, 23,8 % — от 25 до 44 лет, 14,1 % — от 45 до 64 лет и 6,8 % — в возрасте 65 лет и старше. Средний возраст жителей составил 22 года. На каждые 100 женщин в Чарлстон-Парк приходилось 86,8 мужчин, при этом на каждые сто женщин 18 лет и старше приходилось 85,4 мужчин также старше 18 лет.
Средний доход на одно домашнее хозяйство статистически обособленной местности составил 24 464 доллара США, а средний доход на одну семью — 26 625 долларов. При этом мужчины имели средний доход в 20 962 доллара США в год против 15 625 долларов среднегодового дохода у женщин. Доход на душу населения статистически обособленной местности составил 24 464 доллара в год. 20,0 % от всего числа семей в населённом пункте и 18,1 % от всей численности населения находилось на момент переписи населения за чертой бедности, при этом 21,1 % из них были моложе 18 лет и  — в возрасте 65 лет и старше.